# Eddie Hapgood
Edris Albert "Eddie" Hapgood, född 24 september 1908 i Bristol, död 20 april 1973, var en engelsk fotbollsspelare.
Hapgood började sin karriär som amatör (han jobbade samtidigt som mjölkbud) innan han slog igenom i Kettering Town. 1927 värvades han av Arsenal för 950 pund. Han spelade vänsterback och kom att bli lagkapten för det Arsenal som dominerade engelsk fotboll under 1930-talet. Han spelade totalt 440 matcher för klubben och var med om att vinna ligan fem gånger och FA-cupen två gånger.
Hapgood spelade 30 landskamper för England, varav 21 som lagkapten. Hans första match som lagkapten var den berömda matchen mot Italien den 14 november 1934, då det engelska laget bestod av sju spelare från Arsenal. Matchen, som spelades på Arsenals hemmaplan Highbury, präglades av hårt spel. Flera spelare blev skadade, inklusive Hapgood, som bröt näsbenet. Italien, som var regerande världsmästare, fick spela med tio man större delen av matchen, och England kunde till slut vinna med 3–2.
En annan berömd match där Hapgood var lagkapten, var den mot Tyskland i Berlin den 14 maj 1938, då de engelska spelarna tvingades göra nazisthälsningar efter påtryckningar från brittiska diplomater. England vann matchen med 6–3.
Andra världskriget gjorde att Eddie Hapgood fick avsluta karriären, men efter kriget verkade han som tränare i Blackburn Rovers, Watford och Bath City.